# یوئل پوهیانپالو
یوئل پوهیانپالو (فنلاندی: Joel Pohjanpalo؛ زادهٔ ۱۳ سپتامبر ۱۹۹۴) بازیکن فوتبال اهل فنلاند است.
از باشگاه‌هایی که در آن بازی کرده‌است می‌توان به باشگاه فوتبال بایر ۰۴ لورکوزن، باشگاه فوتبال هلسینکی، باشگاه فوتبال فورتونا دوسلدورف و باشگاه فوتبال وی‌اف‌آر آلن اشاره کرد.
وی همچنین در تیم‌های ملی فوتبال زیر ۲۱ سال فنلاند و فنلاند بازی کرده‌است.